# Résumé (Take One)
Résumé (Take One) – debiutancka płyta wokalistki Aleksandry Bieńkowskiej.  
Wydawnictwo ukazało się 2 maja 2012 r. nakładem firmy Art Link Entertainment. Składa się z 15 utworów, skomponowanych przez Aleksandrę Bieńkowską (również autorkę wszystkich anglojęzycznych tekstów) oraz Krzysztofa Herdzina, który jednocześnie zajął się aranżacją i produkcją albumu. Muzyka zawarta na płycie jest mieszanką amerykańskiego folku, jazzu i funku, inspirowana twórczością m.in.: Johna Mayera, Sary Bareilles, Adele, Corinne Bailey Rae, Colbie Caillat czy Palomy Faith.
W nagraniu płyty udział wzięli: Krzysztof Herdzin (fortepian), Jacek Królik (gitara), Robert Kubiszyn (bas) oraz Robert Luty (perkusja).

## Lista utworów
1. Copyright Intro
2. Copyright
3. Crossroads
4. Afterglow
5. Home Song
6. If I Intro
7. If I
8. In Pursuit (Things That I'd Do)
9. Secondhand
10. Funky
11. Eighteen Days
12. Diggin'
13. EWNS
14. Twisted
15. 2000 And Fine